# Discografie van Qlas & Blacka
Hieronder volgt de discografie van het Nederlandse rapduo Qlas & Blacka, met name hun albums en hun nummers met een notering in een hitlijst. 

## Albums
| Album                 | Verschijnen      | Label | Hitlijsten | Hitlijsten | Hitlijsten | Hitlijsten | Opmerkingen                     |
| Album                 | Verschijnen      | Label | BE (VL)    | BE (VL)    | NL         | NL         | Opmerkingen                     |
| Album                 | Verschijnen      | Label | Piek       | Weken      | Piek       | Weken      | Opmerkingen                     |
| --------------------- | ---------------- | ----- | ---------- | ---------- | ---------- | ---------- | ------------------------------- |
| Project 24 - Volume 1 | 28 februari 2020 | #24   | 51         | 5          | 1 (1 wk)   | 33         | Studioalbum / Goud in Nederland |
| Jongetjes uit Zuid    | 27 november 2020 | #24   | 53         | 2          | 3          | 29         | Studioalbum / Goud in Nederland |
| Deadline              | 14 juli 2023     | #24   | —          | —          | 81         | 1          | Studioalbum                     |

## Nummers met notering(en) in een hitlijst
| Lied                                               | Verschijnen      | Album                         | Hitlijsten | Hitlijsten | Hitlijsten  | Hitlijsten  | Hitlijsten   | Hitlijsten   | Opmerkingen       |
| Lied                                               | Verschijnen      | Album                         | BE (VL)    | BE (VL)    | NL (Top 40) | NL (Top 40) | NL (Top 100) | NL (Top 100) | Opmerkingen       |
| Lied                                               | Verschijnen      | Album                         | Piek       | Weken      | Piek        | Weken       | Piek         | Weken        | Opmerkingen       |
| -------------------------------------------------- | ---------------- | ----------------------------- | ---------- | ---------- | ----------- | ----------- | ------------ | ------------ | ----------------- |
| Shooter                                            | 22 juni 2019     | Project 24 - Volume 1         | —          | —          | —           | —           | 95           | 1            | Goud in Nederland |
| Niet okay (met Priceless)                          | 24 januari 2020  | —                             | —          | —          | —           | —           | 32           | 7            | Goud in Nederland |
| Shooter 2.0                                        | 7 februari 2020  | Project 24 - Volume 1         | —          | —          | —           | —           | 47           | 3            |                   |
| Leaders of drill                                   | 19 februari 2020 | —                             | —          | —          | —           | —           | 79           | 2            |                   |
| Online/Offline (met Ronnie Flex)                   | 27 februari 2020 | Project 24 - Volume 1         | —          | —          | —           | —           | 72           | 2            |                   |
| Stapels (met Josylvio en Vic9)                     | 27 februari 2020 | Project 24 - Volume 1         | —          | —          | —           | —           | 96           | 1            |                   |
| Corona (met $hirak)                                | 20 maart 2020    | —                             | —          | —          | —           | —           | 94           | 1            |                   |
| Niet lief (met Henkie T)                           | 16 april 2020    | Netwerk (van Henkie T)        | —          | —          | —           | —           | 56           | 8            |                   |
| Dom Pérignon (met Henkie T, Murda en Jonna Fraser) | 17 juli 2020     | Jongetjes uit Zuid            | —          | —          | tip3        | —           | 13           | 15           | Goud in Nederland |
| Scooter (met Yssi SB, Ashafar en ADF Samski)       | 23 oktober 2020  | Nooit gedacht (van Yssi SB)   | tip3       | —          | tip1        | —           | 1 (2 wkn)    | 13           | Goud in Nederland |
| Koppijn                                            | 30 oktober 2020  | Jongetjes uit Zuid            | —          | —          | —           | —           | 52           | 3            |                   |
| Latest (met Boef)                                  | 13 november 2020 | Jongetjes uit Zuid            | tip        | —          | tip12       | —           | 13           | 11           | Goud in Nederland |
| Spacebea (met DrillNL)                             | 14 mei 2021      | —                             | —          | —          | —           | —           | 82           | 1            |                   |
| Paradise (met Trobi)                               | 11 juni 2021     | Trobi on the beat (van Trobi) | —          | —          | —           | —           | 52           | 2            |                   |
| Spacebae                                           | 25 juni 2021     | Deadline                      | —          | —          | tip12       | —           | 35           | 16           |                   |
| Silent disco (met Trobi en Mula B)                 | 21 januari 2022  | Trobi on the beat (van Trobi) | —          | —          | —           | —           | 47           | 2            |                   |